# 葉月いずな
葉月 いずな（はづき いずな）は、原作：真倉翔、作画：岡野剛のマンガおよびアニメ『地獄先生ぬ〜べ〜』とそのスピンオフ作品である『霊媒師いずな』の登場人物。名前の由来は葉月里緒菜と飯綱使い（イタコの別称）から。

## 地獄先生ぬ〜べ〜
秋田から上京してきた、くだ狐を操るイタコの孫娘で童守中学校2年A組の女子生徒。年齢は14歳、身長157cm、体重43kg、血液型はB型、12月21日生まれ。コギャルではあるが性格そのものは昔気質のスケバンタイプで情に篤く、プライドは高いが嘘や弱い者いじめなどの曲がったことが大嫌いな真っ直ぐで活発な性格。運動神経は高いが学力が低い。一人称は「私」。得意教科は体育と音楽で、苦手教科は数学と理科で、カラオケ好き。おじの所有物であるマンションで1人暮らしをしている。家族は両親、祖母（おばば）がいる模様。自称「イタコのサラブレッド」、ぬ〜べ〜曰く「イタコギャル」。霊能力で有名になって、大儲けするのが夢。思い込みが激しい一方、実力は未熟そのもので小遣い稼ぎに行う除霊にもよく失敗したり、口寄せなどの自分の身の丈に合わない霊的儀式に興味本位で手を出したり手に負えない事件に首を突っ込むなどして危機に陥りぬ〜べ〜に助けられることが大半で、トラブルメーカーとして三枚目的な役回りに回ることが専ら。事あるごとに説教してくるぬ〜べ〜に常に反感を抱いて煙たがりつつ、彼が自分以上の霊能力者であることは認めている。
童守寺の和尚とはパパと呼ぶ関係であり、和尚の頼みを引き受けて除霊に手を貸したこともある。内心ではお互いに「ハゲ狸爺」「女狐」と罵り合っているが、いずなが妖怪・絶鬼との戦いで重傷を負った際は和尚も激昂し仇討ちに協力を申し出るなど関係は良好。
美少年や美男子が好みで、当初は人間に擬態していた絶鬼を「タイプかも」と独白している。失恋をきっかけに発火能力および耐火能力を獲得した。
アニメではパラレルワールドの世界で郷子が勤める会社の先輩になっており、お局として会社の女性社員から恐れられていた。
霊能力の基本出力は玉藻の換算によると、ぬ〜べ〜の10%程度である。霊力も低く未熟さが目立つが潜在的な素質は高く、人体発火現象を己の能力の一部として自然発火能力に昇華させた他、玉藻の正体も一目で見破っている。また、実家から持ち出してきた文献から得た知識でぬ〜べ〜も知らない霊障への対処法をアドバイスするなど、それなりに自主的な研鑽も積んでいる模様。
一度はテレビ局にスカウトされ、数々の番組に「霊能力アイドル」として取り上げられ、一躍時の人となった。ぬ〜べ〜を超えたと思ってたものの、妖怪・おとら狐に取り憑かれた男児の除霊を依頼されつつどうすることもできず、ぬ〜べ〜の的確な除霊の手際を見て自分の未熟さを痛感し、あっさりと引退した。以後、「金銭関係なく霊能力者として命を懸けても弱い者を守る」というぬ〜べ〜の信念を徐々に学び取っていき、様々な経験を経て少しずつ成長していく。勘違いによる玉藻との決闘では未熟なりの覚悟を玉藻に認められ、絶鬼に襲われた小学生男児を瀕死になりながらも守り抜いた。伝説のくだ「ゲド」をめぐる戦いでは、力そのものは未熟ながらもゲドとの強い信頼関係により管乱坊を超えるコントロール力を発揮して打ち破り、その後、死に行くゲドとの別れを通じて一流のくだ狐使いになることを強く誓った。未熟な霊能芸による金稼ぎも止め、工事現場に憑いた悪霊の除霊の依頼など、対価が絡む除霊の仕事も未熟ながらもまじめに取り組む姿勢も見せている。
最終話の後日談に当たる「それからの地獄先生ぬ〜べ〜」では細川美樹を弟子入りさせたらしく、文庫版最終巻に加筆された「さらにそれからの地獄先生ぬ〜べ〜」では、童守寺の和尚のスポンサーの元で霊能力探偵を開業し、夢への第一歩を踏み出した。

## ドラマ版『地獄先生ぬ〜べ〜』での出演
原作より年齢は上（広たちより年上）で、性格や言動は硬派な姉御的である原作とは異なり、ギャルそのものとなっている。陽気でおおらかな面を持つ一方、軽率でおっちょこちょい。原作同様、霊能者としてはまだまだ半人前であり、金銭欲のほか自分の能力への過信から無謀な降霊を強行して収拾がつかなくなるなど、かなりのトラブルメーカーである。
第4話では美樹をろくろ首にしたうえ、それを叱責したぬ〜べ〜を見返すためにオンモラキを召喚する。第6話では「恋は一人前になるまでしない、私のお眼鏡にかなう男は居ない」と宣言するも玉藻に一目惚れし、管狐を操れるようになる。

## 霊媒師いずな
主人公。年齢は17歳（特別番外編では18歳）。高校2年生（特別番外編では高校3年生）の女子生徒。細身で巨乳の美少女。夜の街で霊媒師のイタコとして、現代社会の迷える人々を救っている。現在は神社のボロ家に住んでいるが、時と場合によってはネットカフェにいる。パソコンなどのIT関連は苦手。仕事の際は露出度の高い占い師風の衣装に身を包み、管狐の導きで悪霊や妖怪に取りつかれている人物を路地裏まで連れてきて依頼を受けるのが常。しかし大抵は信用されず立ち去ってしまうので、管狐に尾行させてピンチのところを助け、それから依頼を受けるという体系もある。
家族は祖母・尾古女、回想で父と母方のおじが登場。本作品では母は5歳のころに事故死、父・中岡栄史は中学1年生のころにいずなを庇って妖怪・駄業鬼に殺された。実家からは仕送りはなく、父の遺産と自分の稼いだ金で生活している。やがて、後輩でもあり霊能力者の少女・リンを妹分にして引き取る。
夜の顔は派手で、かなり大人びているが、昼間は現役女子高生。霊や妖怪に関わって不幸になった人々を、飼っているくだ狐で自分の元へ導き、解決している。最近は仕事帰りなどにルナのバーをよく利用している。
霊能力者としてのスキルは向上しているようで、的確な除霊の手際や霊を決して軽んじない姿勢を見せ、妖怪や霊の恐ろしさを熟知している態度から、人間的にも『ぬ〜べ〜』時代から一皮剥けて成長した一面をうかがわせている。一方で、まだ高校2年生の少女であるがゆえに、自分の能力への慢心から危機に陥ったり、お人好しな性格から非情になりきれず事態を悪化させたり、救ったはずの者が最悪の結末を迎えたことで苦悩するなど、精神面が未熟なところもある。また、正義感が強く、本質的に悪人ではなくても自身にとって受け入れ難い思想を持った者に対しては、必要以上に攻撃的な態度をとる傾向があるなど信念の強さゆえに融通の利きにくい頑固な一面も持つ。基本的に正義感が強く悪人であっても殺さない事を旨としているが、悪く言えばその正義感は偽善・独善的傾向にあることも否めず、悪人の改心を重視する一方で事件の被害者に対して無神経な態度を取ったりすることも多々ある。他にも恋愛面に関しては極めて古風な考えの持ち主であり、ホストクラブで働いている吸血鬼のレイのこともよく思っていない。
除霊料は万単位と高額。除霊が難航した場合などには、容赦なく追加料金を加算する。掲載誌が青年誌であるため、サービスカットは『ぬ〜べ〜』当時よりかなり過激。除霊中に霊や妖怪の反撃に遭うと、大抵は服をボロボロにされるが、彼女自身の直接的な局部描写はない。
実は、過去にぬ～べ～が廃人化する原因を作ってしまい、変わり果てた恩師の姿を目の当たりにしたショックから逃げるように童守町を出奔し、ぬ～べ～の意志を継ぐべく霊媒師として人助けを始めたという過去(すなわち本作の世界が無印本編に登場したパラレルワールドの未来における物語であること)が明らかとなる。その後、時渡りの力を持つ妖怪チャブクロを利用してぬ～べ～を救おうとするも何度も失敗してしまい、自分の正体に気づいた過去のぬ～べ～にすべてを打ち明けた後、「未来を変えてはいけない」と諭されたことで諦め結末を見届けようとするが、時間改変を繰り返そうとする中で誤った行動をとっていたことに気づいたことで、今度こそぬ～べ～を救うことに成功した。(以後、本作の世界も無印本編に収束していくこととなる)

『ぬ〜べ〜』本編の後半で使用していた発火能力はパラレルワールドである本作においては体得前に童守町を出たためか使えない模様。過去改変後は高校1年生のころに山で自殺者の霊を供養している時に初めて登山中の烏丸孝太郎と出会った。
数々の出来事を経て呪術師・千佳羅と出会い、霊媒師としてのあり方と思想の違いからライバル関係となり、幾度となく衝突する。「千佳羅の標的とされた悪人を救ったものの、その悪人が殺人を犯して逮捕される」、「改心したはずの悪人が罪悪感から自殺をする」、兄の仇を討つために千佳羅に弟子入りした松江ミサの一件等と、千佳羅が関わったこれまでの事件や自身の正義感から彼女のことを完全に悪人と認識するようになっていた。千佳羅の仇敵である呪殺師・役権現戸隠厳山がセイント製薬の汚職隠蔽のために政治家を呪殺した現場を目撃した際に千佳羅の呪術だと思い込み、千佳羅の過去と正体を知るリンから彼女の真実を教えられるも信じようとせず、「千佳羅がリンを誑かした」と思い込み、リンを平手打ちで殴打して一方的に破門を言い渡し、千佳羅の家へ押しかけて彼女と争っていた。リンが厳山に鈍器で滅多打ちにされて満身創痍になりながらも、それが厳山の罠だと気づき知らせに駆けつけた際も彼女の話を信じようとしなかったが、リンの話を聞いてすぐに厳山の仕業と気づいた千佳羅に説教されたことで漸くリンの話を信用するが、その直後にリンが厳山に殺されたため、怒りと憎しみに駆られて自ら呪殺への道へと走り厳山を圧倒。しかし余りの狂気を見かねた千佳羅に止められ、最終的に彼女が身代わりとなって厳山を呪殺して死亡する。同時に死んで冥界をさまよっていたリンは千佳羅によって救われ生き返り、全ての終結後にリンと一緒に家に帰った。その後、全ての真実を知り千佳羅の生き様を見届けたいずなは、彼女の墓に参り、自身を呪殺の道に走らせないよう庇ってくれたこと、リンを助けてくれたことに礼を言い、彼女の遺言通り最後まで自分の正義を貫くことを誓った。厳山との最終決戦から1年後にぬ〜べ〜やゆきめと再会する。

## 備考
- 『ヒロイン総選挙NUB48』の総合結果は第5位。

## 霊能力・術・除霊道具
くだ狐
竹筒などの管の中に生まれる霊狐で、くだ使いの主力。1匹1匹が異なる外見と能力を持ち、占いや読心など様々な霊的な術に活用する。
クダの霊力の大きさは術者の霊力に比例して変動し、実力が足りないと暴走する危険性もある。味噌が好物。
口寄せ
死者の霊を体内に憑依させ語らせる術。劇中で3度披露しているが、1度目は小遣い稼ぎのための演技で、2、3度目はいずれもぬ〜べ〜の助力によって成功させており、彼女単独で成功させたことはない。
霊能力自然発火
人体発火現象をコントロールし、自在に炎を操って攻撃に利用する。
ままならない恋のストレスが原因で頻発していた人体発火現象をコントロールするすべを失恋をきっかけに体得し、自身の能力に昇華させたもの。
輪廻回帰
人の魂を前世に帰して体験させる術。難易度が高いため自分の手には負えず、失敗している（実験と称して郷子にかけたものの、魂が戻ってこなくなった）。
失敗をフォローしてもらうためにぬ〜べ〜にかけた時は、ぬ〜べ〜自身が高度の霊能力を有しているために無事に成功した。
ゲド
くだの里の長老の娘から預かった伝説の管狐。
伝説の管狐の神髄は戦うことではなく、人が心に思い描く「その者にとっての最高の富」を具現化させる力「真の富」であり、完璧に操れたものだけが入り口を開くことができる。しかし術者以上の強力な霊力を持つため、生半可な実力では操れない。
いずなは3日3晩の特訓で自在に操れるようにはなったものの、秘められた真の力を発揮させるところまではいけなかった。
ぬ〜べ〜が管乱坊相手に苦戦している姿をゲドに見せられて奮起したことにより奇蹟的にゲドの真の力を解放させたものの、深手を負ったゲドがいずなの分も無理をして力を補っていたため、結果的に生命力を消耗してゲドは死んでしまった。
オシラサマ
霊媒師いずな第1部第53話から登場。祖母から授かった除霊道具。通常直径2〜3cmで長さ30cmほどの桑で出来た棒状の人型である。手や足は無く木彫か墨書で馬や人の顔が形どられている。その正体は家の守護神とも養蚕の神とも言われるがはっきりしたことは分かっていない謎の神。イタコはこれを祀り操って自由自在に舞わせるという「オシラ遊ばせ」といいイタコの重要な仕事の一つ。刀剣で妖怪や悪霊を斬る。ただし八尺様には敵わなかった。

## キャスト
声優
- 本多知恵子（地獄先生ぬ〜べ〜 1996年版）
- 伊藤静（霊媒師いずな）
- 高岡香（CR地獄先生ぬ〜べ〜）

俳優
- 山本美月（2014年テレビドラマ版）